# Бабин (Ивано-Франковская область)
Ба́бин (укр. Бабин) — село в Косовской городской общине Косовского района Ивано-Франковской области Украины.
Население по переписи 2001 года составляло 855 человек. Занимает площадь 13,558 км². Почтовый индекс — 78651. Телефонный код — 3478.